# Tetrastigma steenisii
Tetrastigma steenisii är en vinväxtart som beskrevs av A. Latiff. Tetrastigma steenisii ingår i släktet Tetrastigma och familjen vinväxter. Inga underarter finns listade i Catalogue of Life.